# Leonid Fjodorowitsch Kanareikin
Leonid Fjodorowitsch Kanareikin (russisch Леонид Фёдорович Канарейкин; * 21. August 1976 in Moskau, Russische SFSR) ist ein ehemaliger russischer Eishockeyspieler, der unter anderem für Salawat Julajew Ufa, Krylja Sowetow Moskau, Sewerstal Tscherepowez und den HK Spartak Moskau aktiv war. Der größte Erfolg seiner Karriere war der  Gewinn des IIHF European Champions Cup 2006-Gewinn mit dem HK Dynamo Moskau.

## Karriere

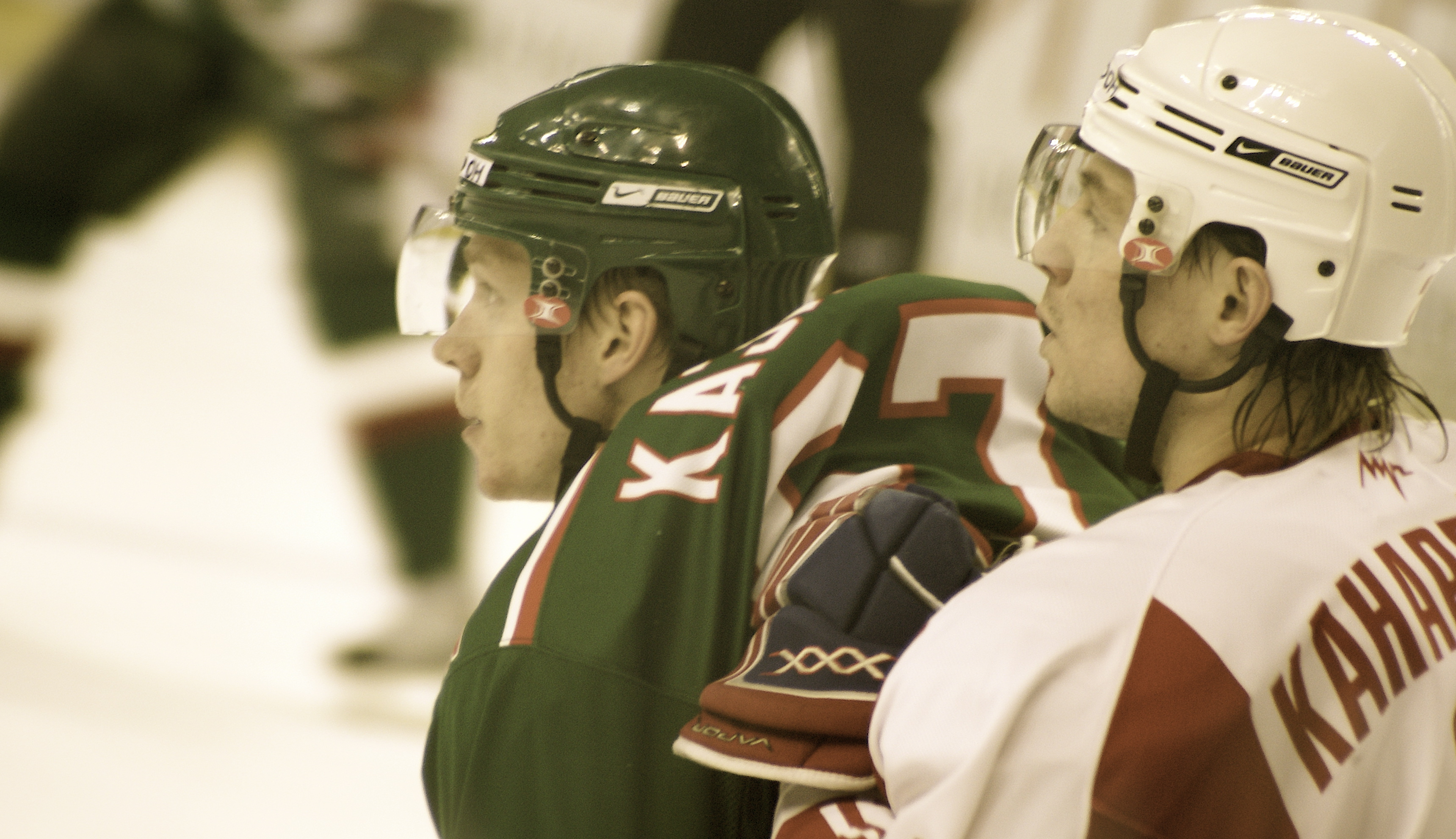
Leonid Kanareikin (rechts) im Trikot des HK Spartak Moskau

Leonid Kanareikin begann seine Karriere als Eishockeyspieler in der russischen Superliga, in der er in der Saison 1995/96 sein Debüt für Krylja Sowetow Moskau gab. Nach zwei Jahren bei deren Ligarivalen Salawat Julajew Ufa kehrte der Verteidiger zu Krylja Sowetow zurück. Dort begann er die Saison 1998/99, ehe er die Spielzeit bei Sewerstal Tscherepowez beendete. In den folgenden beiden Spielzeiten stand Kanareikin erneut bei seinen drei Ex-Klubs Salawat Julajew Ufa, Sewerstal Tscherepowez und Krylja Sowetow Moskau im Kader. Von 2001 bis 2003 spielte der Linksschütze schließlich für den HK Spartak Moskau, bevor er zum dritten Mal bei Salawat Julajew Ufa unterschrieb, für die er weitere zwei Spielzeiten in der Superliga auflief. Mit dem HK Dynamo Moskau erreichte er seinen bislang einzigen Titel, als er mit der Mannschaft 2006 den IIHF European Champions Cup gewann. Die Saison 2006/07 begann der Russe beim HK ZSKA Moskau, die er bei Salawat Julajew Ufa beendete, für die er bereits zum vierten Mal aktiv war.
Nach zwei weiteren Jahren bei HK Spartak Moskau, wurde Kanareikin im Laufe der Saison 2008/09 von Atlant Mytischtschi unter Vertrag genommen. Anschließend spielte er ein Jahr lang für Molot-Prikamje Perm in der neuen zweiten russischen Spielklasse, der Wysschaja Hockey-Liga, ehe er innerhalb der Liga zur Saison 2011/12 zu Titan Klin wechselte. Dort beendete er seine Karriere im Sommer 2012.

## Erfolge und Auszeichnungen
- 2006 IIHF-European-Champions-Cup-Gewinn mit dem HK Dynamo Moskau

## KHL-Statistik
(Stand: Ende der Saison 2011/12)